# Сопигино
Сопигино — деревня в Кирилловском районе Вологодской области.
Входит в состав Николоторжского сельского поселения, с точки зрения административно-территориального деления — в Волокославинский сельсовет.
Расстояние до районного центра Кириллова по автодороге — 30,5 км, до центра муниципального образования Никольского Торжка по прямой — 6 км. Ближайшие населённые пункты — Волокославинское, Ситьково, Левково, Жилино, Брагино, Большое Осаново.
По переписи 2002 года население — 55 человек (31 мужчина, 24 женщины). Преобладающая национальность — русские (98 %).